# Billy Blind

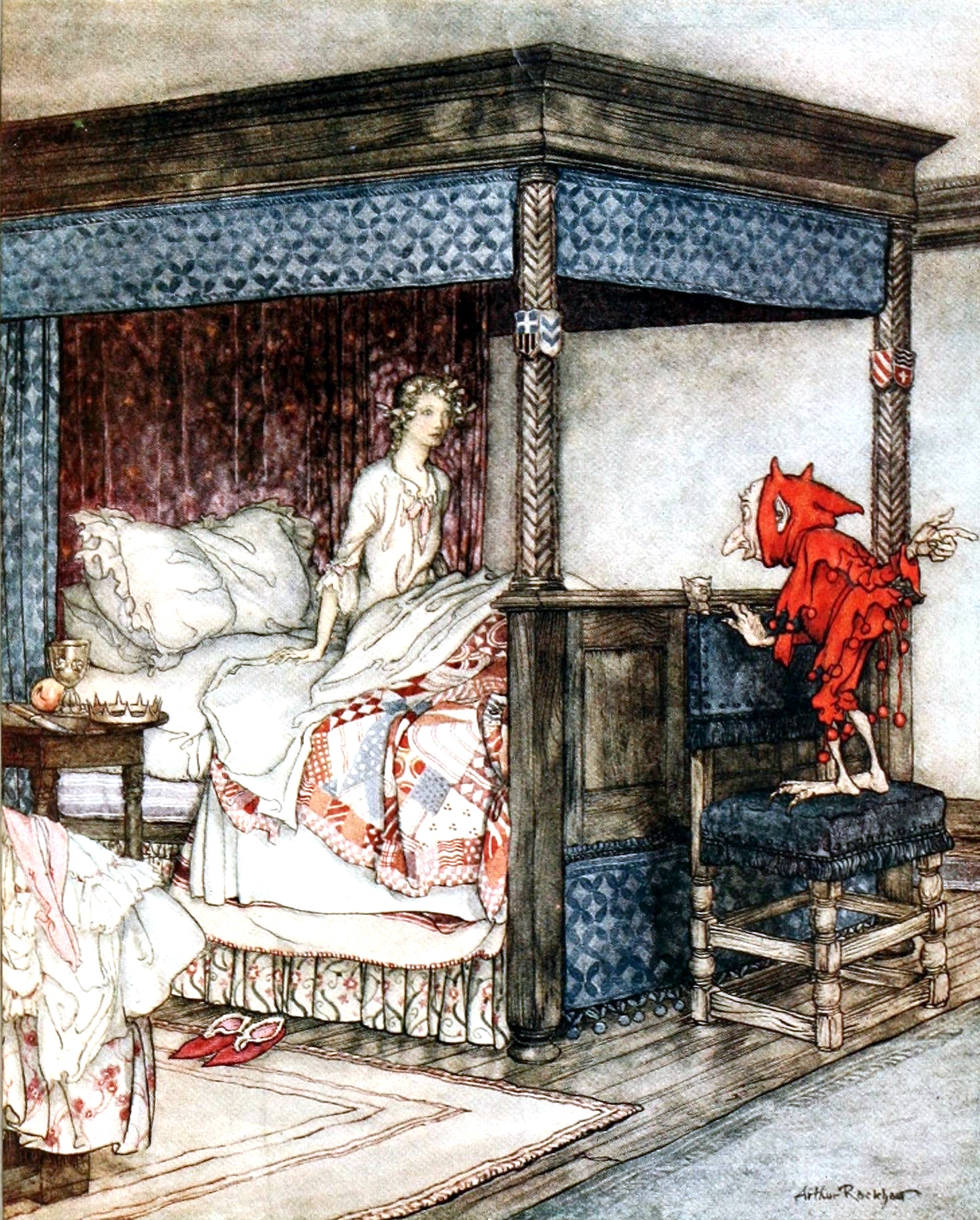
"O Waken, Waken, Burd Isbel", Ilustração de Arthur Rackham para Young Bekie: Billy Blind acordando Burd Isobel.

Billy Blind, Billy Blin, Billy Blynde, Billie Blin, ou Belly Blin é um duende ou espírito doméstico do folclore inglês e escocês, muito semelhante ao brownie. Aparece, entretanto, somente em baladas, onde muitas vezes aconselha as personagens. É provável que a personagem de Billy Blind tenha origem na mitologia nórdica, como uma memória folclórica do deus Wōden ou Odin, no seu aspecto "mais lúdico", e parece ser a mesma personagem de Blind Harie, o "homem cego do jogo" na Escócia.
Na Child Ballad nº 5c, Gil Brenton, é Billy Blind quem informa o herói que sua noiva não é a mulher ao lado dele, a qual é uma virgem, mas está se escondendo em sua casa e já está grávida.
Na Child Ballad nº 6, Willie's Lady, a esposa de Willie está em trabalho de parto e não pode parir porque a mãe de Willie, uma bruxa mau cheirosa, está a impedindo. Billy Blind, então, aconselha Willie a fazer uma imagem de cera de um bebê e convidar sua mãe para o batismo. Enfurecida, a mãe tenta descobrir como sua mágica foi desfeita, listando todas as coisas que ela fez, e Willie consegue, enfim, desfazer a mágica.
Na Child Ballad nº 53C, Young Bekie, Billy Blind informa a Burd Isobel que Young Bekie está prestes a se casar com outra noiva, e a ajuda, por meio de uma viagem mágica, a alcançá-lo a tempo.
Na Child Ballad nº 110, The Knight and the Shepherd's Daughter, o duende aparece de várias formas para revelar a verdadeira idade do casal que está se casando: muito maior do que aparentava.